# Gaivota-de-asa-escura

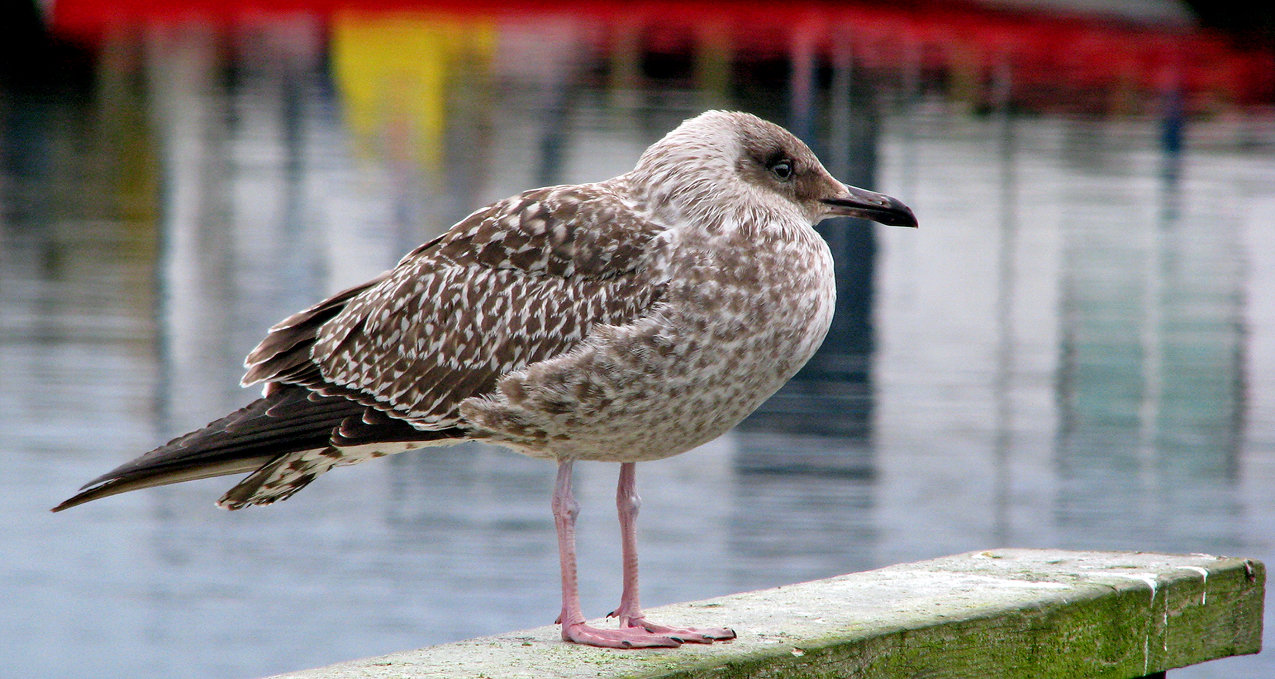
Gaivota-de-asa-escura.

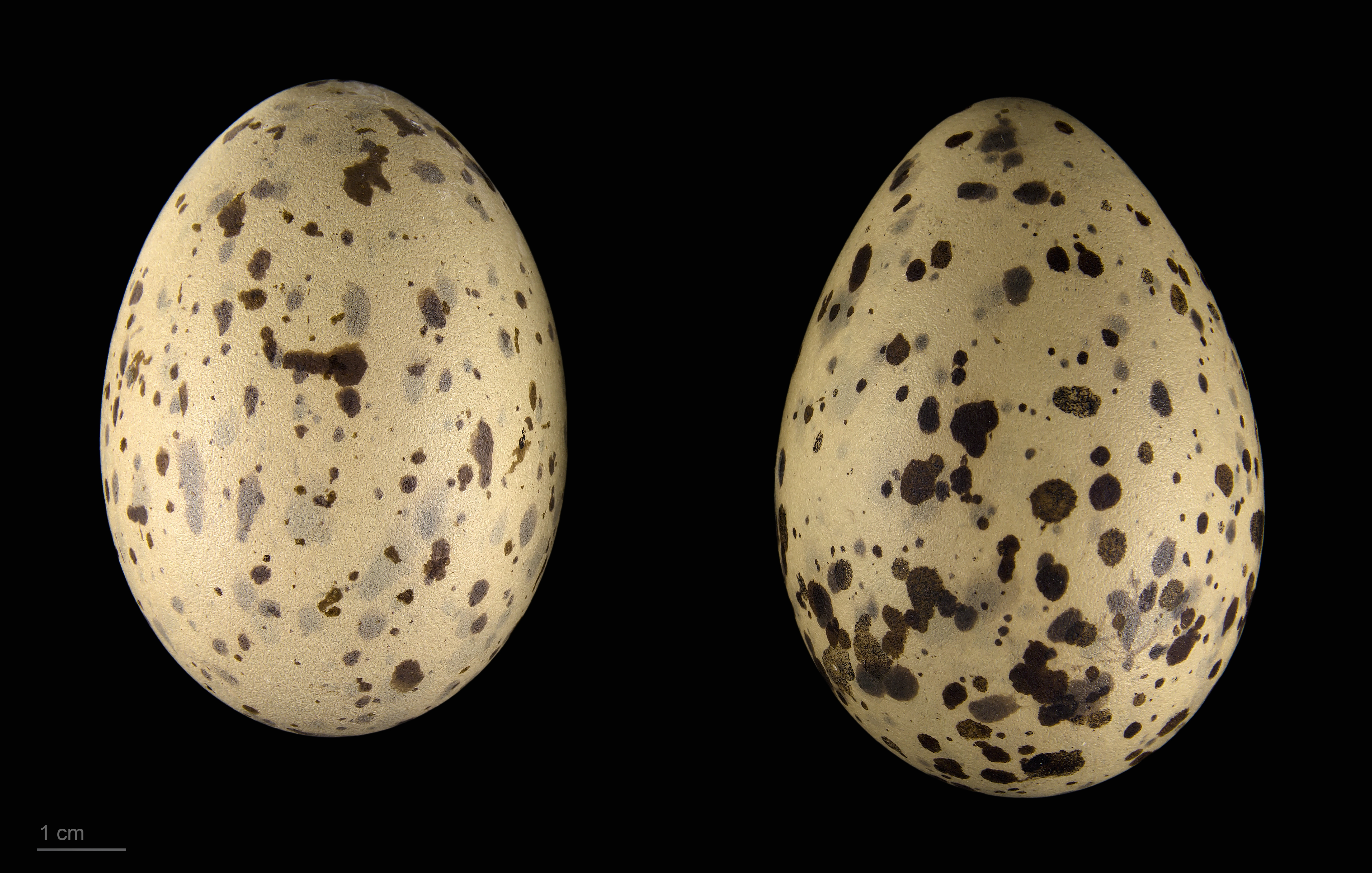
oeufs de Larus fuscus graellsii - MHNT

Gaivota-d'asa-escura ou gaivota-de-asa-escura (Larus fuscus) é uma espécie de gaivota, pertencente ao género Larus e à família Laridae. Os adultos têm as asas e o dorso de tom cinzento-escuro, a cabeça e o ventre brancos e as patas amarelas. O bico é amarelo com uma mancha vermelha na extremidade da mandíbula inferior. Os imaturos com menos de um ano de vida são castanhos e podem confundir-se com os de gaivota-de-patas-amarelas. A partir do segundo ano, a plumagem escura começa a aparecer, mas só no quarto ano de idade é que a plumagem de adulto é adquirida.
Esta gaivota nidifica no norte e no centro da Europa (principalmente na Islândia, na Escócia e na Escandinávia). É uma ave parcialmente migradora e muitos indivíduos passam o Inverno no sul da Europa.

## Subespécies
São reconhecidas cinco subespécies:
- Larus fuscus fuscus (Linnaeus, 1758) - norte da Noruega, Suécia, Finlândia até o Mar Branco. Inverna na África e no sudoeste da Ásia.
- Larus fuscus intermedius (Schiøler, 1922) - Dinamarca até oeste da Noruega, localmente até o noroeste da Espanha. Inverna no oeste da África
- Larus fuscus graellsii (Brehm, 1857) - Islândia, Ilhas Feroe, Ilhas Britânicas, França, Portugal. Inverna no oeste da África.
- Larus fuscus heuglini (Bree, 1876) - noroeste da Rússia. Inverna no Oriente Médio, no sul da África e no sudeste da Ásia.
- Larus fuscus barabensis (Johansen, 1960) - estepes da Ásia central. Inverna principalmente no sudoeste da Ásia até a Índia.

## Em Portugal
Em Portugal a gaivota-de-asa-escura ocorre principalmente como visitante não nidificante e está presente de Julho a Março. É muito abundante e nos principais estuários e nos portos de pesca é frequente haver bandos de centenas ou milhares de indivíduos. Um estudo do ISPA - Instituto Universitário de Ciências Psicológicas, Sociais e da Vida, do Museu Nacional de História Natural e da Sociedade Portuguesa para o Estudo das Aves (SPEA) detectou 11 657 destas aves entre 2009 e 2010.